# Rosenschwanztrogon
Der Rosenschwanztrogon (Harpactes wardi) ist eine Vogelart aus der Familie der Trogone, deren Verbreitung von Nordostindien bis ins westliche Yunnan und ins nördliche Hinterindien reicht. Er ist einer der seltensten Trogone Asiens.

## Beschreibung

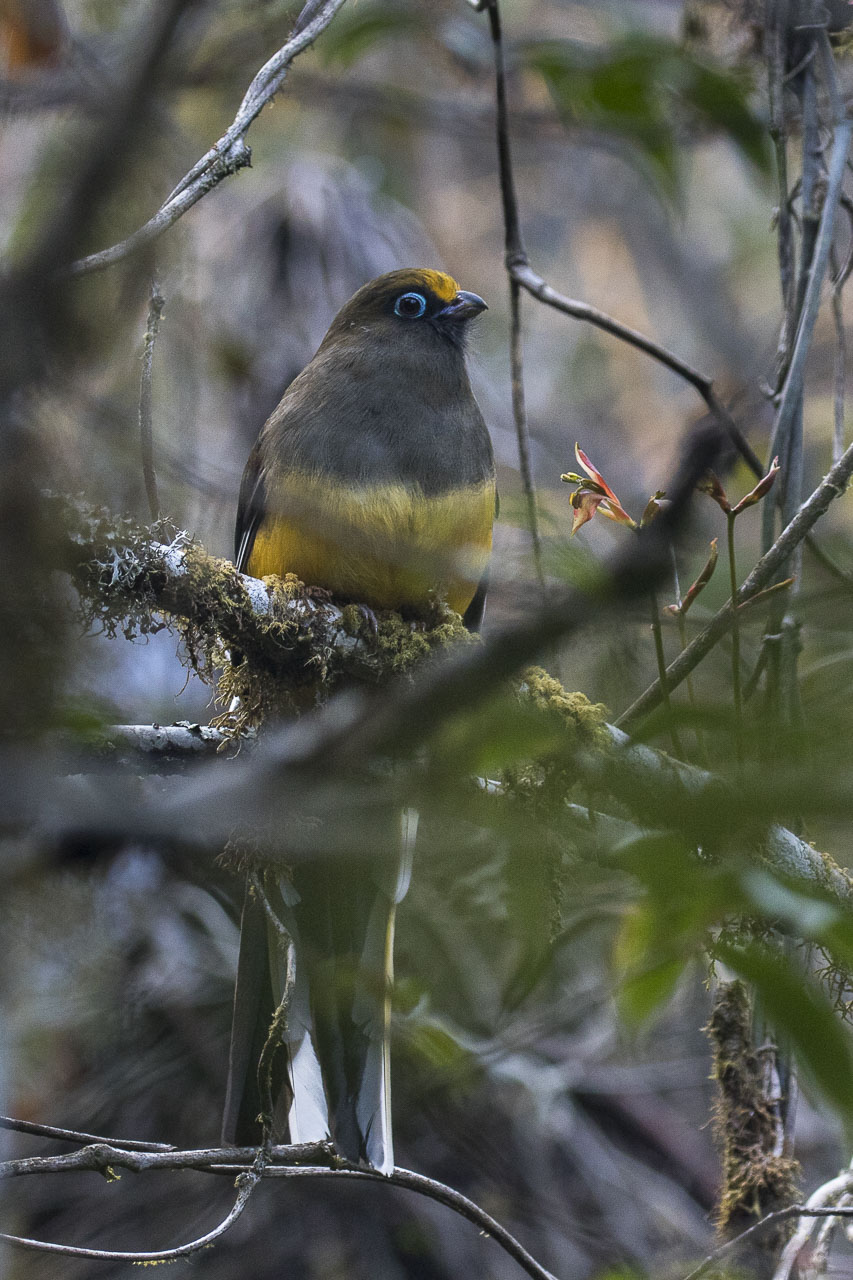
Rosenschwanztrogon (Weibchen)

Der Rosenschwanztrogon erreicht eine Körperlänge von 35–38 cm und ein Gewicht von 115–120 g. Die Geschlechter unterscheiden sich deutlich. Das Männchen hat einen dunkelrosa Schnabel und einen blauen Orbitalring. Kopf, Brust und Oberseite sind schieferfarben mit rötlich-brauner Tönung. Stirn und Überaugenstreif sind wie die Unterseite und die Außenseiten des Schwanzes rot bis dunkelrosa gefärbt. Der Schnabel des Weibchens ist gelb mit schwarzem Schnabelfirst. Kopf, Brust und Oberseite sind dunkel olivfarben, die beim Männchen rot oder dunkelrosa gefärbten Partien sind gelb. Das Jugendkleid des Männchens wurde bislang nicht beschrieben, das des Weibchens ist oberseits wärmer gefärbt und zeigt weniger gelb an der Stirn als bei adulten Weibchen.

## Stimme
Die stimmlichen Äußerungen bestehen aus Rufreihen weicher, schneller kliu-Laute, die gegen Ende oft etwas beschleunigt werden und in der Tonhöhe absteigen. Außerdem wird ein scharf klingendes whirrur beschrieben.

## Verbreitung und Bestand
Die Verbreitung des Rosenschwanztrogons ist auf das östliche Himalajagebiet und östlich angrenzende Gebirgsregionen beschränkt. Sie reicht von Bhutan und dem nordöstlichen Indien durch den Norden und Osten Myanmars bis ins westliche Yunnan (China) und Tonkin im Norden Vietnams.
Der Rosenschwanztrogon ist eine der Arten der Endemic Bird Area „Eastern Himalayas“ und kommt zudem in der Secondary Area „Fan-Si-Pan and northern Laos“ vor. Die sehr heimlich lebende Art ist meist selten oder sehr selten und wurde 1994 noch als „gefährdet“ (vulnerable) eingestuft. Nach der Entdeckung recht stabiler Vorkommen in Bhutan steht sie nunmehr nur noch auf der Vorwarnliste (near threatened) der IUCN.

## Lebensweise
Der Rosenschwanztrogon besiedelt die unteren Straten, das Unterholz und Bambusbestände in größeren subtropischen Bergwäldern aus Eichen und Scheinkastanien sowie gemäßigte, immergrüne Laubwälder mit Schlingpflanzen. Die Höhenverbreitung der Art liegt meist zwischen 1500 und 3200 m, bisweilen ist sie aber auch in geringeren Höhen bis hinunter auf 300 m zu finden. Im Winter wandert sie wohl in tiefere Lagen ab.
Die Nahrung besteht aus Insekten wie Faltern, Gespenstschrecken, Heuschrecken und Wanzen. Auch Beeren gehören zur Nahrung und im Mageninhalt eines Exemplars wurden größere Pflanzensamen (vermutlich Eicheln) gefunden. Andere untersuchte Mägen enthielten nur Insekten – vorwiegend recht große Tiere.
Beobachtungen, die auf Bruten hindeuten, lagen meist zwischen Ende März und Anfang April. Über die Fortpflanzung der Art ist nichts bekannt.

## Etymologie und Forschungsgeschichte
Norman Boyd Kinnear beschrieb den neu entdeckten Trogon 1927 unter dem Namen Pyrotrogon wardi. Das Typusexemplar erhielt er von Frank Kingdon-Ward, dem er auch das Artepitheton widmete. Das Wort „Harpactes“ stammt vom griechischen Wort „harpaktēs ἁρπακτής“ für „Räuber“ ab.